# Železniční trať Ogulin–Knin
Železniční trať Ogulin–Knin (chorvatsky Željeznička pruga Ogulin–Knin) se nachází v západní části Chorvatska. Známá je také pod názvem Lická dráha (chorvatsky Lička pruga). Jednokolejná neelektrizovaná trať představuje jednu z hlavních spojnic centrálního Chorvatska s Dalmácií. Dlouhá je 223,6 km. V chorvatské železniční síti je evidována pod číslem 70.
Trať je vedena z měst Ogulin a Oštarije severojižním směrem. Většinou je vedena v širokých polích, prochází však i horskými průsmyky. Před stanicí Cerovac prochází po severním úpatí pohoří Veliki Crnopac.

## Historie

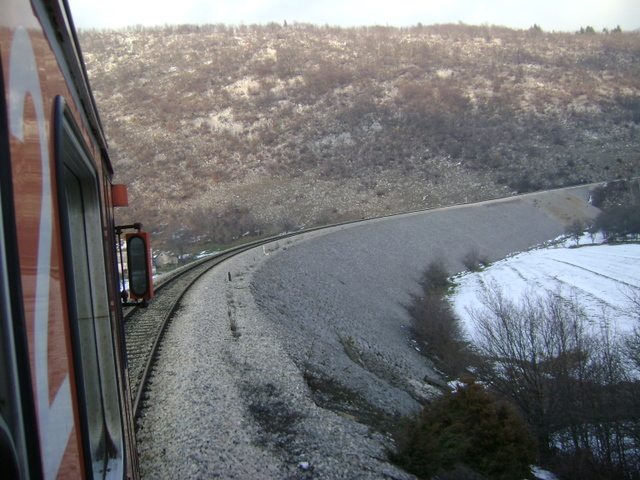
Traťový násep

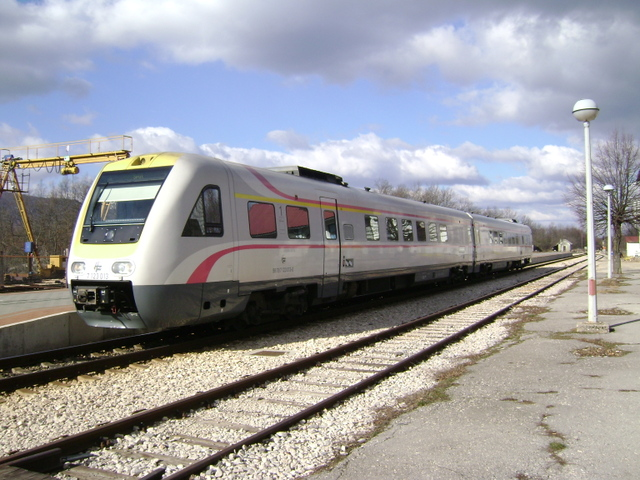
Vlak ve stanici Gračac

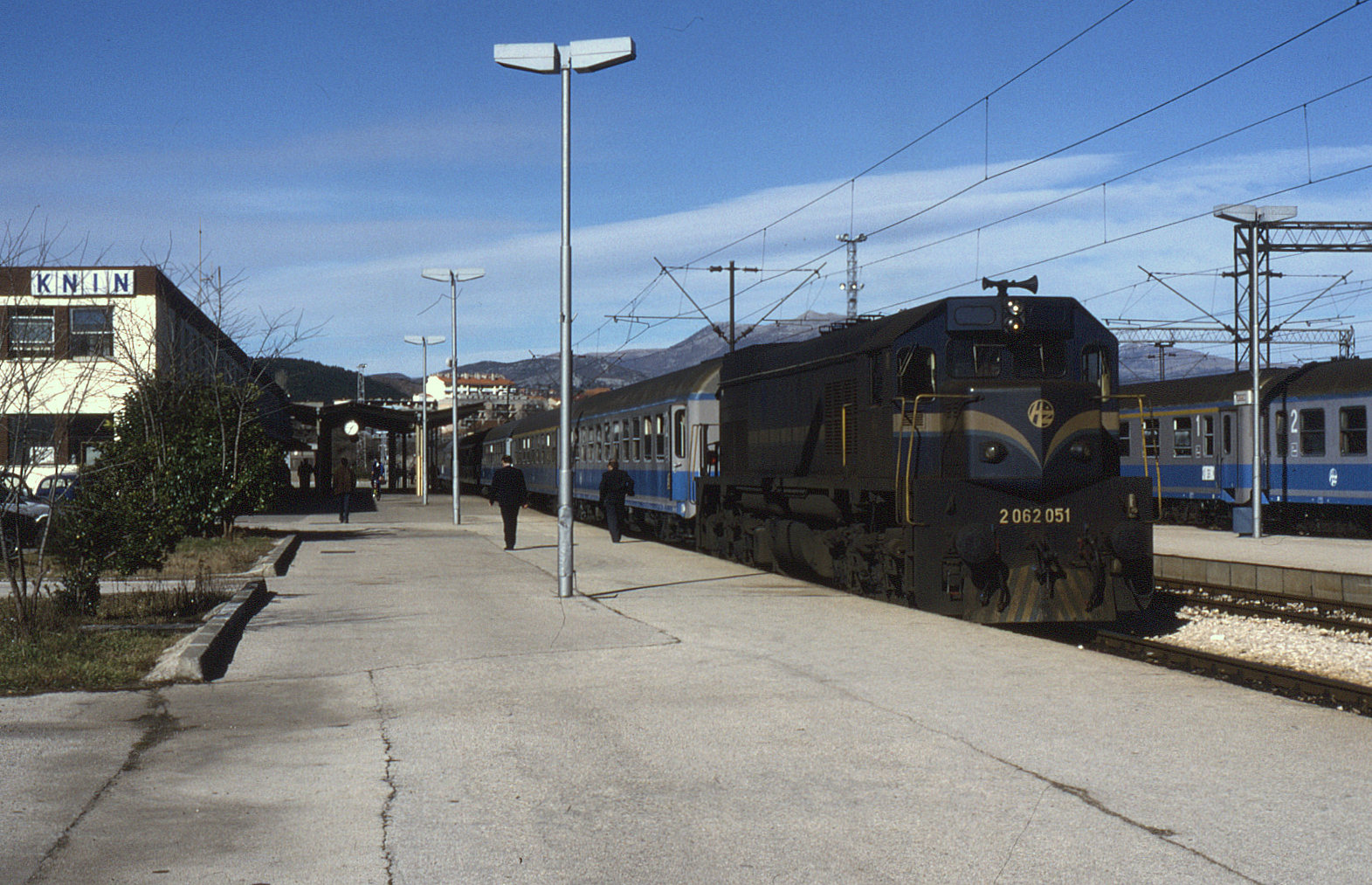
Nádraží v Kninu

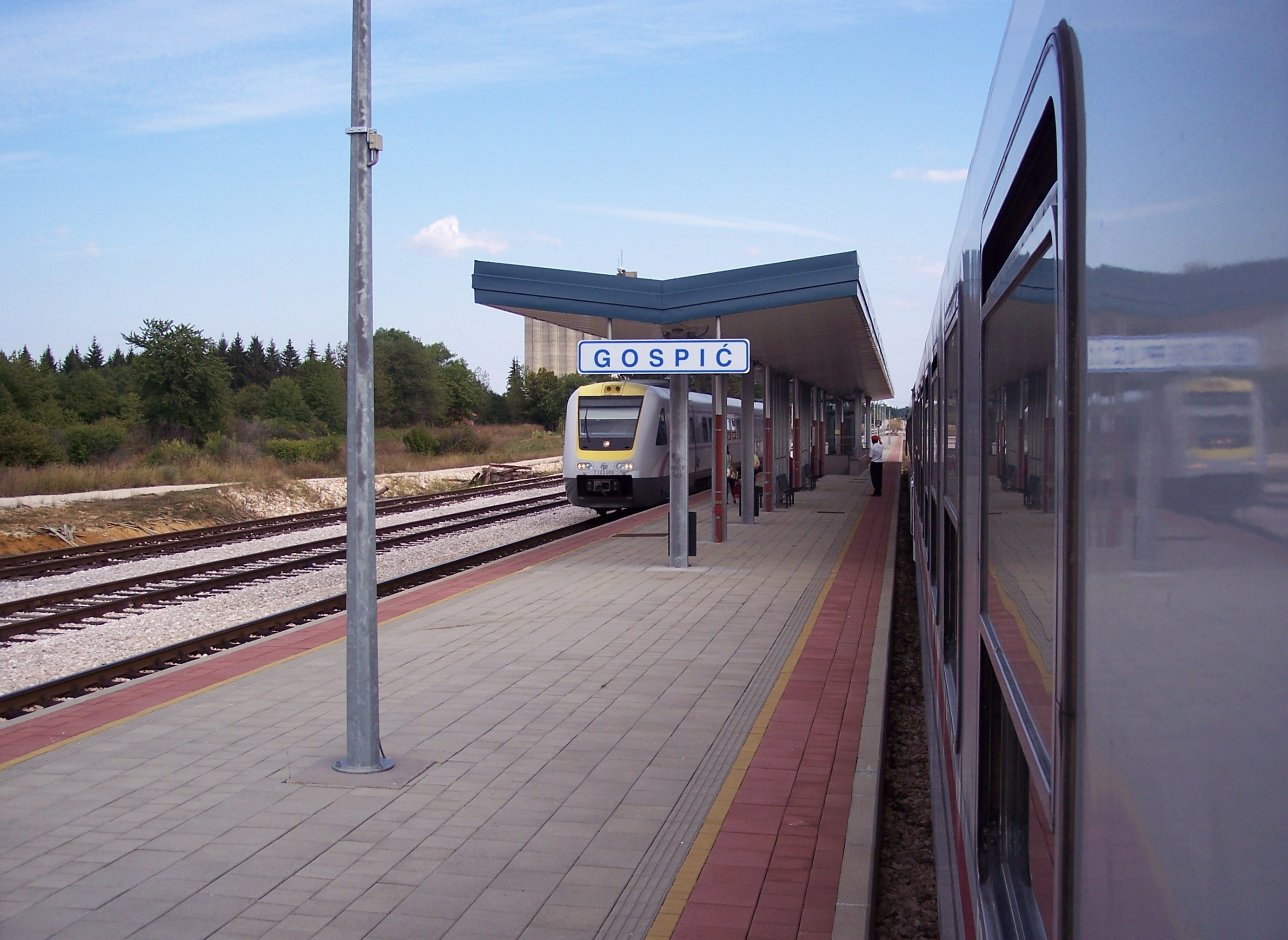
Nádraží v Gospići

Výstavba trati byla předvídána a plánována v dobách existence Rakousko-Uherska, nicméně nebyla nikdy realizována. První návrh na výstavbu železnice spojující Záhřeb se Splitem přes město Knin byl předložen již rakouským ministrem obchodu Berhnardem von Wüllerstorfem v roce 1866. V roce 1904 se uherská vláda zavázala k výstavbě trati. Nedostatek finančních prostředků nicméně způsoboval další oddalování výstavby; probíhala složitá jednání mezi maďarskou vládou a finančními subjekty o tom, jak bude možné poskytnout financování na stavbu trati. Pro monarchii přitom měla klíčový význam, neboť umožňovala spojení přístavu Split se zbytkem země. Výstavbu měly financovat odděleni Předlitasvko i Zalitavsko (neboť trať procházela přes hranici mezi oběma celky mocnářství). Celkové náklady na výstavbu měly dosáhnout 97,5 milionů korun. Firmou, která měla stavební práce provést, byla Grünwald & comp. Schiffer, která disponovala potřebnými zkušenostmi s výstavbou tratí v těžkém a horském terénu.
Zahájení stavebních prací bylo ale kvůli sporům v oblasti financování mezi Předlitavskem a Zalitavskem neustále odsouváno. Nakonec byla výstavba zahájena v roce 1913. Práce nicméně přerušila první světová válka; do zahájení konfliktu bylo položeno již 26 km kolejí. Výstavba trati byla dokončena až v době existence Království Srbů, Chorvatů a Slovinců. Trať byla vedena v náročném terénu; nacházela se zde četná stoupání a některé terénní překážky si vyžádaly výstavbu několika mostů i jednadvaceti tunelů. I pro nově vzniklé jugoslávské království však byla stavba trati velmi nákladná. Několikrát musely být stavební práce přerušeny; bylo složité vysoutěžit vhodnou společnost, která by dokázala dokončit stavbu. Slavnostní otevření se uskutečnilo v roce 1925. Jednotlivé úseky byly otevírány v následujícím pořadí:
| Úsek                   | Zprovoznění       |
| ---------------------- | ----------------- |
| Oštarije/Ogulin–Plaški | 14. října 1914    |
| Plaški–Vrhovine        | 14. června 1918   |
| Vrhovine–Gospić        | 23. března 1920   |
| Gospić–Gračac          | 15. června 1922   |
| Gračac–Knin            | 25. července 1925 |

Trať byla těžce poškozená během druhé světové války, až 90 % celé trati bylo nějakým způsobem poničeno.
Během Chorvatské války za nezávislost v letech 1991–1995 byla trať těžce poškozena, neboť procházela územím Republiky Srbská krajina. Boje se odehrávaly na samotné trati a ta měla navíc značný strategický význam. Její okolí bylo na několika místech zaminováno. Trať byla po skončení konfliktu přebudována a modernizována. V roce 2014 probíhala rekonstrukce nádraží na trati.

## Stanice
- 0,000/0,051 km Oštarije/Ogulin
- 8,920 km Šušnjevo Selo
- 10,484 km Josipdol
- 17,510 km Vojnovac
- 20,124 km Lički Podhum
- 22,646 km Latin
- 26,938 km Plaški
- 33,374 km Plavča Draga
- 37,268 km Saborsko
- 45,651 km Lička Jesenica
- 52,451 km Javornik
- 60,563 km Rudopolje
- 68,299 km Vrhovine
- 78,290 km Sinac
- 81,148 km Ramljani
- 83,435 km Ličko Lešće
- 88,743 km Janjče
- 93,844 km Studenci
- 101,547 km Perušić
- 107,165 km Lički Osik
- 115,663 km Gospić
- 120,962 km Bilaj-Ribnik
- 129,284 km Medak
- 133,543 km Kruškovac
- 137,392 km Raduč
- 144,058 km Lovinac
- 147,622 km Ličko Cerje
- 151,909 km Ričice
- 155,332 km Štikada
- 159,615 km Gračac
- 167,897 km Cerovac
- 175,901 km Malovan
- 186,191 km Zrmanja
- 194,216 km Pribudić
- 197,808 km Prljevo
- 202,891 km Plavno
- 206,658 km Oton
- 209,829 km Pađene
- 215,727 km Stara Straža
- 223,689 km Knin